# Lykke Friis
Lykke Friis (ur. 27 października 1969 w Lyngby-Tårbæk) – duńska politolog, ekonomistka, nauczyciel akademicki i polityk, prorektor Uniwersytetu Kopenhaskiego, w latach 2009–2011 minister, deputowana do Folketingetu.

## Życiorys
Absolwentka ekonomii w London School of Economics (1992) oraz politologii na Uniwersytecie Kopenhaskim (1993), na którym doktoryzowała się w 1997. Pracowała jako menedżer projektów i nauczyciel akademicki na różnych uczelniach. Była dyrektorem do spraw naukowych w instytucie badawczym DUPI oraz dyrektorem do spraw europejskich w federacji przemysłu Dansk Industri. W 2005 została wykładowczynią w Copenhagen Business School. Od 2006 do 2009 pełniła funkcję prorektora Uniwersytetu Kopenhaskiego.
W listopadzie 2009 objęła stanowisko ministra ds. klimatu i energii w rządzie Larsa Løkke Rasmussena. W lutym 2010 w tym samym gabinecie została dodatkowo ministrem ds. równouprawnienia. Urzędy te sprawowała do października 2011. W latach 2011–2013 z ramienia liberalnej partii Venstre była posłanką do Folketingetu.
Z parlamentu odeszła w związku z ponownym objęciem funkcji prorektora Uniwersytetu Kopenhaskiego.